# لاندسات 2
لاندسات 2 (بالإنجليزية: Landsat 2)‏ هو ثاني الأقمار الصناعية من سلسلة برنامج لاندسات التي أطلقتها مؤسسة ناسا الأمريكية للفضاء، وقد تم إطلاق لاندسات 2 يوم 22 يناير 1975.

## الانطلاق

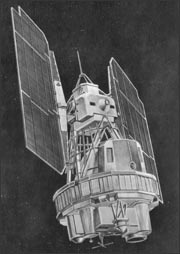
رسم تخطيطي للقمر الصناعي لتكنولوجيا موارد الأرض-1، والذي تمت إعادة تسميته لاحقًا باسم "لاند سات 1".

بعد عامين ونصف العام من انطلاق لاندسات 1 كانت لاندسات الثانية لا يزال في اعتبار المشروع التجريبي حيث كانت تديرها وكالة ناسا للفضاء تقوم بإداررتها.
لاندسات 2 حمل أجهزة استشعار نفس سابقتها كعودة الحزمة (Vidicon) «منظور اصل المورد» ووكذلك الماسح المتعدد الأطياف MSS النظام الإداري.
الصك منظور اصل المورد كانت تستخدم أساسا لأغراض التقييم الهندسة في حين أن استمرار الدعم الإداري على نحو منهجي بجمع الصور من الأرض. وببعد بمسافة 900 كيلو متر، وبزاوية ميل تساوي 99.2 °وهي ذات مدار قطبي متزامن مع الشمس، وبياناتة لمساحة ما من الكرة الأرضية كل تسعة أيام.

## إيقاف عمل لاندسات 2
توقف لاندسات 2عن العمل في 1983 حيث قام العالم الجيولوجي الأمريكي «جون ميلر» الذي كان يعمل في جامعة ألاسكا صورا التقطها لاندسات عن عملية بحرية في القطب الشمالي، حيث قامت محطمة جليد سوفيتية بفتح طريق في البحر بتكسير الجليد وانقذت 50 سفينة كان الجليد قد حاصرها. كما نشر «ميلر» في عام 1984 صورا تبين تجارب أجراها الاتحاد السوفييتي لإصلاق صواريخ من غواصات سوفيتية في منطقة في القطب الشمالي. وتعتمد تقنية السفييت في ذلك على إجراء فتوحات في الطبقة المتجمدة لكي تستطيع الصواريخ المحملة بقنابل ذرية من الانطلاق من تحت سطح البحر. وكانت هذه بداية الفكرة في تطوير لاندسات 3.

## الخصائص الطيفية
الطيفيه المنطقة
- الاخضر 0.5ـ0.6 مايكروميتر (النطاق الأول)
- الازرق 0.6 - 0.7 مايكروميتر (النطاق الثاني)
- الاحمر 0.7 - 0.8 مايكروميتر (النطاق الثالث)
- الأحمر 0.7 - 1.1 مايكروميتر (النطاق الرابع)